# Villa Malaga

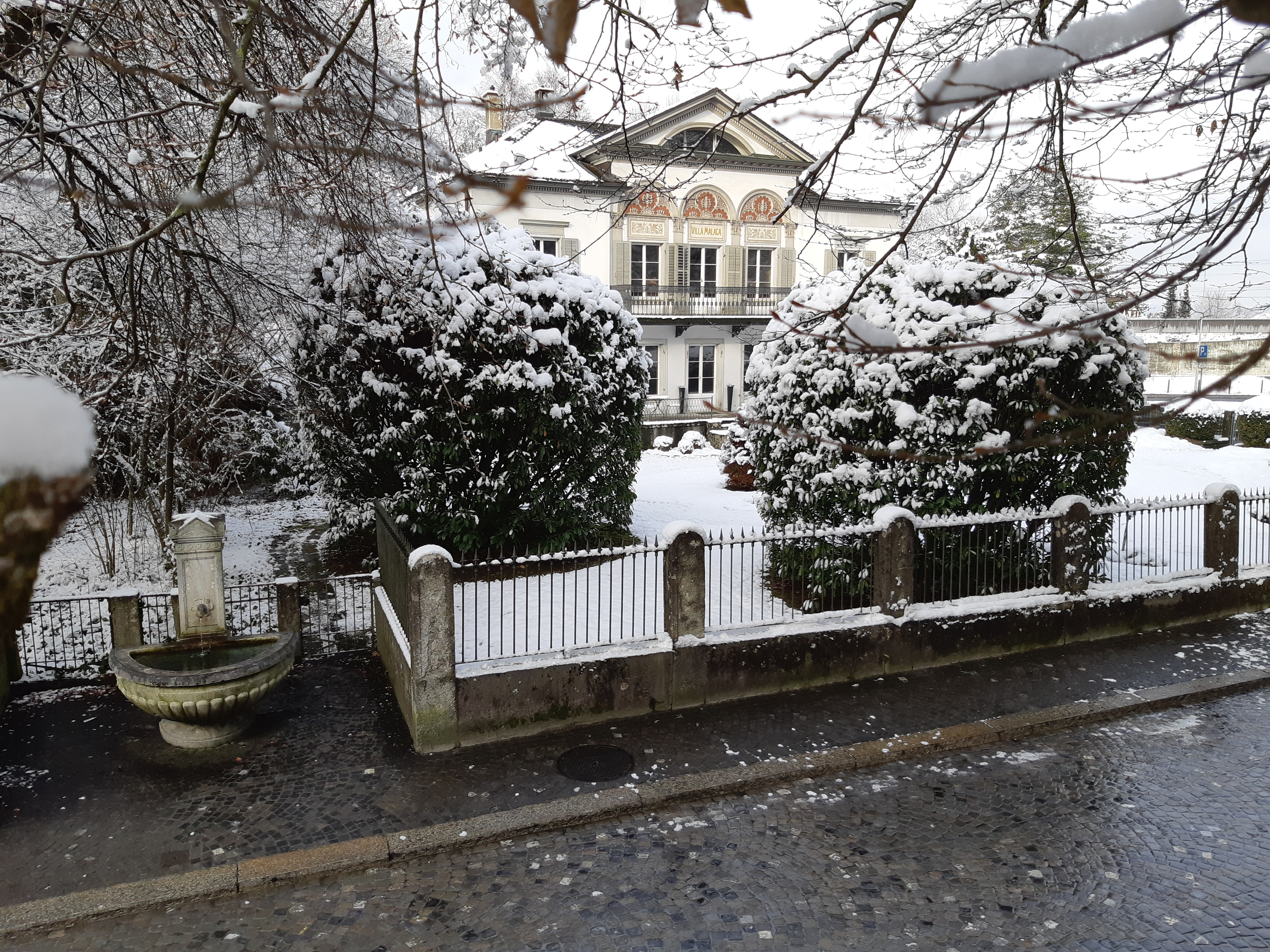
Strassenseite mit Laufbrunnen, Winter 2019

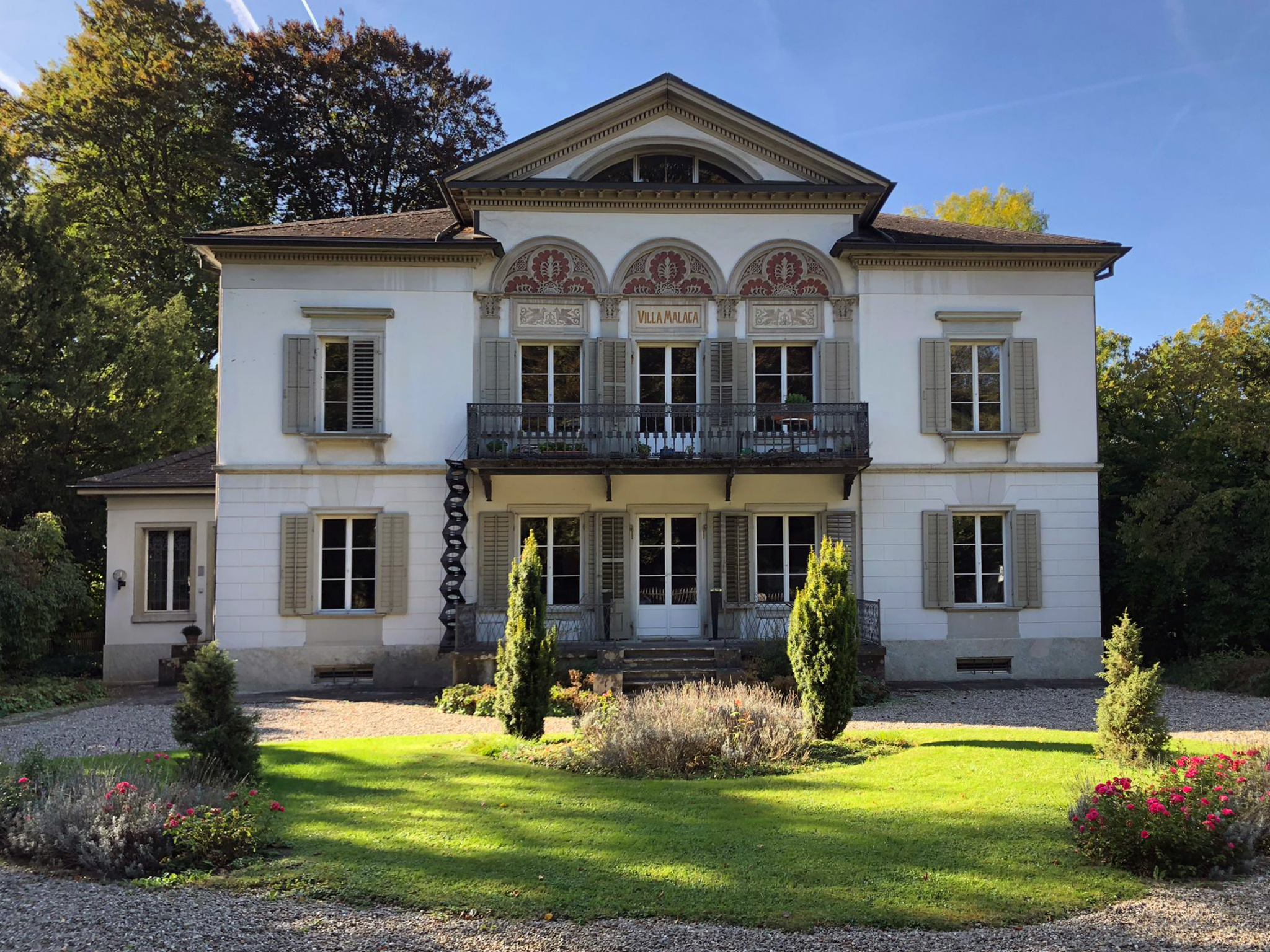
Strassenansicht, September 2021

Die Villa Malaga ist ein klassizistischer Profanbau von 1840 in Lenzburg im Kanton Aargau. Er wurde von Joseph Caspar Jeuch für die Witwe Luise Meyer-Rohr an der Schützenmattstrasse erbaut. Seit Februar 1960 steht das Gebäude unter kantonalem Denkmalschutz, ebenso ist es ein Kulturgut von nationaler Bedeutung.

## Beschreibung

### Umgebung
Das Haus steht als letztes in einer Reihe mit ähnlichen Gebäuden, die in der gleichen Zeit errichtet wurden, alle stadtauswärts auf der linken Strassenseite mit ihrer Front gen Osten. Hausnummer 3 hat die sogenannte Villa Alice, die zwei Jahre zuvor ebenfalls von Jeuch erbaut wurde, Hausnummer 5 ist das Rosenhaus. Nach der Villa Malaga mit der Hausnummer 7 befindet sich an der Schützenmattstrasse, die ab hier eine leichte Rechtsbiegung macht und in die Hendschickerstrasse einmündet, kein weiteres Bauwerk. Alle drei Gebäude stehen in einer Fluchtlinie, aber nicht genau parallel zur Strasse, sodass der Abstand zur Strasse stadtauswärts von Haus zu Haus immer grösser wird, was den Charakter zunehmenden Grünanteils fördert. Gegenüber ist in die Stützmauer in Höhe des Übergangs zur Henschickerstrasse die Jahreszahl 1837 eingemeisselt.
Auch die vollständig in Kopfstein gepflasterte Schützenmattstrasse ist ins Bundesinventar der historischen Verkehrswege der Schweiz eingetragen. Sie war Teil der Hauptstrasse 1 und hat in ihrem Verlauf nationale Bedeutung. Noch heute besitzt sie das Aussehen, in das sie Anfang des 19. Jahrhunderts umgestaltet worden war.
Zur Strasse hin schliessen alle genannten Grundstücke mit einer steinernen und geschmiedeten Einfriedung aus der Erbauungszeit der Häuser ab, die dem Strassenzug einen einheitlichen Charakter verleiht. Mit zum Ensemble gehört zwischen den Anwesen 5 und 7 ein zurückversetzter, ovaler Laufbrunnen, neben dem Gartenpforten in die beiden angrenzenden Grundstücke führen.

### Gebäude

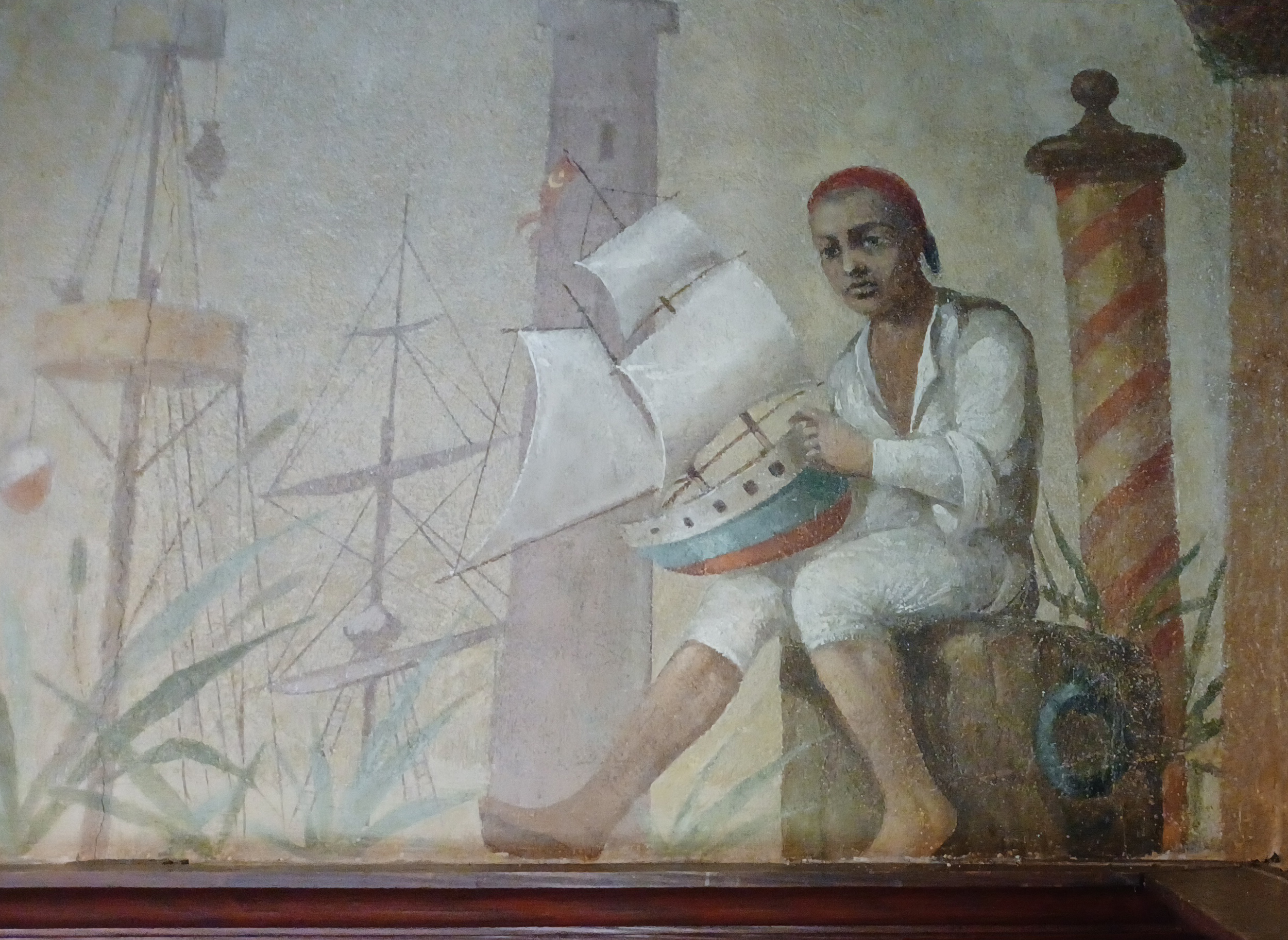
Matrosenjunge mit Modellschiff im Esszimmer, Erdgeschoss

Das zweigeschossige, fünfachsige Bauwerk mit zwerchhausartigem Mittelrisalit entspricht mit seinem heutigen Aussehen den Umbauten für den Weinimporteur und späteren spanischen Konsul Alfred Zweifel, der es für seine Bedürfnisse umgestalten liess. Dieser besass die Malaga-Kellereien, die rückseitig an das Grundstück angrenzten. Der Name der Villa stammt von Zweifel, der diesen in das zentrale Bogenfeld mit dekorativer Ornamentik einarbeiten liess. Es ist mit seinen drei Fenstern im Obergeschoss dem Rundbogenstil verpflichtet. Auf der Gartenseite ist an gleicher Stelle das Firmenzeichen mit dem Leuchtturm El Faro eingelassen. Die Strassenfront wird vom dreiachsigen Mittelbau dominiert, der reich gegliedert ist und dem sich symmetrisch zwei einachsige Seitenflügel anschliessen. Der Mittelteil dieser Schmuckseite wird im Obergeschoss von vier nichttragenden Pilastern dominiert, die die bodentiefen Fenster einrahmen. Die Blendpfeiler mit neo-korinthischem Kapitell tragen den markanten Dreiecksgiebel. Auf ihm sitzt ein flaches Giebeldach. Die Schmalseiten des Hauses sind dreiachsig, mit altem Buschwerk bestanden und eher unauffällig.

Wappenscheibe im Anbau von 1911

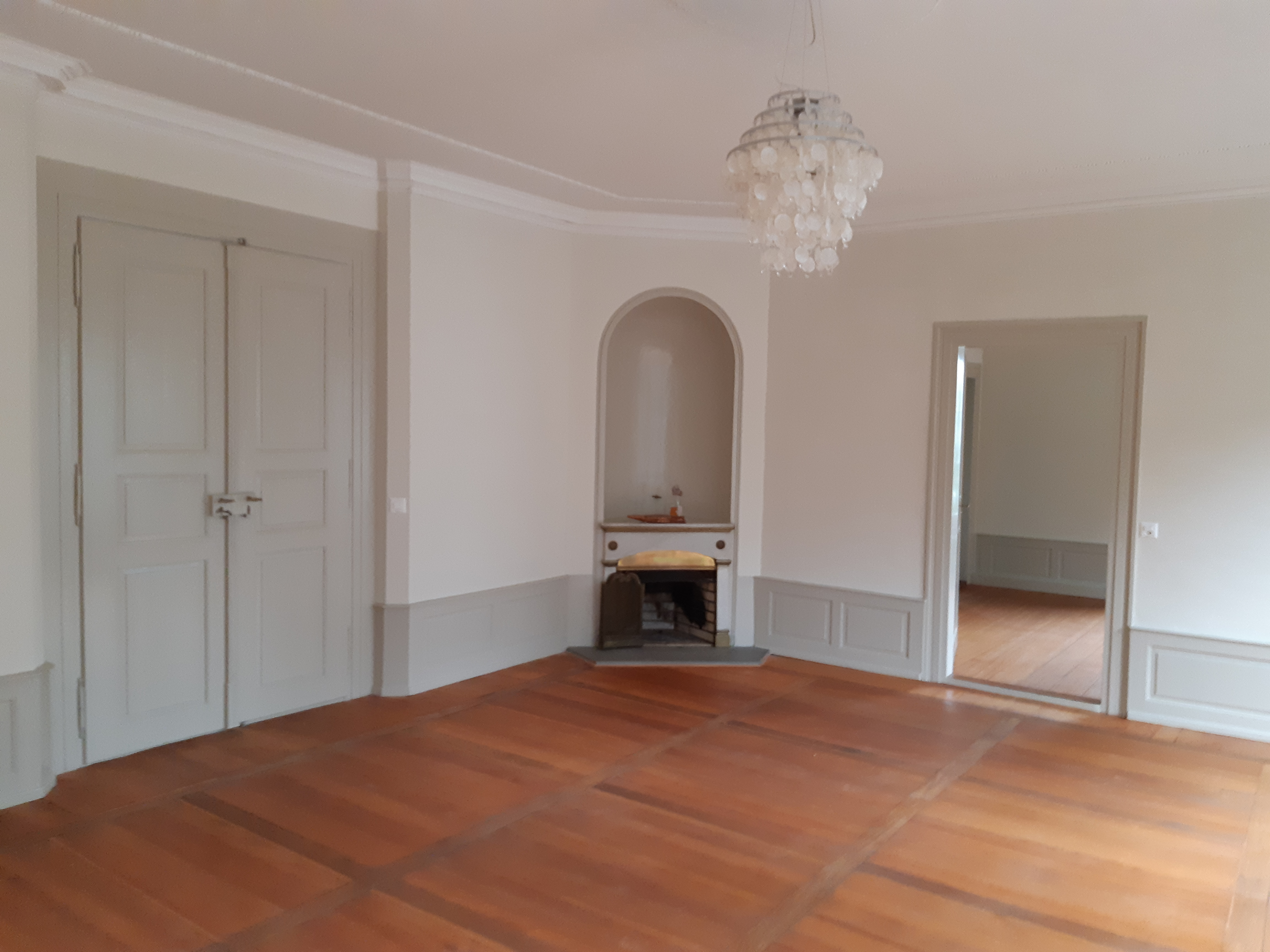
Wohnraum 1. Stockwerk

Der rechteckige Grundriss ist nach Osten hin mit Blick auf die Höhenburg Schloss Lenzburg ausgerichtet. In diese Richtung sind auch eine grosszügige Terrasse im Erdgeschoss und darüberliegend ein länglicher Balkon mit gusseisernem Geländer angelegt. Im Zwischenstockwerk über dem heutigen Eingang befindet sich ein Balkon auf der Westseite von 25 m². 1911 nahm der Besitzer weitere Veränderungen vor, indem er auf der Südseite ein 17,5 m² grosses, eingeschossiges Entrée anbaute. Das Gebäude war über mehr als 100 Jahre von vorn her über die Südfassade erschlossen. Erst mit dem Umbau 1977 wurde der Hauptzugang direkt zu dem rückseitig zur Gartenseite gelegenen Treppenhaus verlegt. Somit existieren in der Baugeschichte zwei 50 Jahre lange Zeiträume, in denen das Haus nicht wesentlich verändert worden ist.
Das steinerne, dreiläufige Treppenhaus verbindet die breiten, ca. 20 m² grossen Gänge auf den jeweiligen Etagen, um die die Wohnräume hufeisenförmig angeordnet sind. Von hier gehen Türen sowohl in die beiden Seitenflügel, als auch zentral in den Wohnraum, der mit den beiden Seitenräumen eine Enfilade bildet. Die Fenster nach Norden und Süden liegen jedoch nicht in dieser Fluchtlinie.
Der Grundriss in beiden Stockwerken ist nahezu identisch. Zur Änderung für die Nutzung mehrerer Parteien wurden bei der letzten Renovation mit Bedacht einzelne Zwischenwände eingezogen. Im Erdgeschoss sind zwei Räume zu 40 m², im Obergeschoss ein Zimmer zu 15 m² zur Nutzung einer anderen Partei abgetrennt, sodass für die jeweils grösseren Wohnflächen ca. 110 m² zur Verfügung stehen; das Dachgeschoss blieb unverändert.
Das Gebäude wurde am 12. Februar 1960 unter kantonalen Schutz gestellt; am 26. August 2016 folgte der nationale Kulturgüterschutz.

### Ausstattung
Die Innenräume strahlen heute weiterhin den bauzeitlichen Zustand aus, insbesondere mit den für den Klassizismus kennzeichnenden hellen Farben. Im Erdgeschoss befindet sich zum Beispiel eine Tapete mit aufgedruckter Balustrade. Zwar ist in Details wie beispielsweise dem Balkongitter noch der Geist des Historismus erkennbar, doch wurden mit dem Umbau 1896 die Farben kräftiger und die Verzierungen vielfältiger.
Der südliche Anbau spiegelt den Jugendstil wider. In vielen Räumen sind aufwändige Stuckaturen sowie Wand- und Deckenmalereien sichtbar. Auch der Original-Holzfussboden ist in den meisten Räumen noch vorhanden. Täfer und Einbauschränke sind im Erdgeschoss mit Maserungsmalereien verziert.

## Nutzungsgeschichte
Über den Kontakt zwischen der Auftraggeberin und dem jungen Architekten ist nichts bekannt, doch gehört die Erbauung der Villa Malaga zu seinen frühesten Werken. Nach dem Kauf durch Alfred Zweifel veränderte dieser 1896 sowohl die Aussen- als auch die Innengestaltung. Neben dem Anbringen des Schriftzuges auf der Ost- und des Firmenemblems auf der Westseite des Hauses liess er im Flur des Erdgeschosses einen neuen Mosaik-Fussboden einbauen, den er auf der Eingangsschwelle mit GRÜSSGOTT und mit seinen Initialen A.Z.B. versah. Zuvor waren dort grossformatige Sandsteinplatten diagonal verlegt, wie heute noch an gleicher Stelle im Obergeschoss.
Bereits vor diesem Umbau war die Königsmutter Isabella II. von Spanien Gast in der Villa Malaga. Sie besuchte Zweifel 1891 in seiner Funktion als spanischem Konsul und liess sich auch die Bodega Malaga zeigen.
1911 ergänzte Zweifel die Nordostecke durch einen grosszügigeren Eingangsbereich mit grossen Sprossenfenstern, die im oberen Drittel mit floralen Bleiglasmotiven gestaltet wurden. Die helle und schlichte Farbigkeit ist ein besonderes Merkmal dieses Baus. Mehr als ein halbes Jahrhundert lang haben keine wesentlichen Veränderungen stattgefunden. 1970 erhielt die Stadt Lenzburg die Liegenschaft per Legat und veräusserte sie weiter. Erst mit dem nächsten Besitzerwechsel 1977 wurden die Räumlichkeiten umfassend renoviert und zu einer Kinderarzt-Praxis angepasst. Die ehemalige Naturschieferbedachung wurde in gleichfarbige Eternitschieferschindeln getauscht, eine nachträglich rückseitig angebaute Veranda wurde abgerissen, die Restauration der Natursteinsockel, Fenstereinfassungen und des Gurtgesimses und das Aufbringen eines neuen, feinporigen Fassadenputzes mit Erneuerung der Eck-Quaderimitationen vervollständigten die Renovierung. Auftraggeber war die Stadt Lenzburg. Das Denkmalamt beteiligte sich an den Kosten mit über 26'000 Franken.
2010 wechselte der Besitz nach mehreren Jahren Leerstand zum Rechtsanwalt Roland Padrutt, der dort zusammen mit seinem Kollegen Martin Schwaller aus Aarau eine Kanzlei betrieb. Es war ein Kaufpreis von 2,25 Mio. Franken im Gespräch. Doch Padrutt unternahm illegale Vermögensgeschäfte in Millionenhöhe, wurde Anfang Mai 2014 zu vier Jahren Haft verurteilt und starb 11 Monate später in Wien. 2015 erwarb der Architekt Meinrad Müller aus Lenzburg die Immobilie. Die vom Vorgänger nicht zu Ende geführten Arbeiten fanden ihren Abschluss.
Mit 2 Mio. Franken aus dem Verkaufserlös beteiligte sich die Stadt Lenzburg 2013 auf Antrag der Stiftung Stapferhaus an dem Erwerb des Geländes gegenüber dem Bahnhof Lenzburg, der für den Neubau des Stapferhauses vorgesehen war.

## Rezeption
Die Stadt Málaga porträtiert beide in Lenzburg von Zweifel genutzten Gebäude mit einem kurzen Bericht, der aber nicht mehr aktuell ist: Das Betriebsgebäude ist bis auf die Schmuckfassade inzwischen abgebrochen, die Villa Malaga hat inzwischen eine andere Nutzung inne. Auch die Zeitung La Opinión de Málaga griff diese Geschichte auf und stellte die beiden Schweizer Gebäude der Casa del Suizo gegenüber, einer Villa in Málaga, die in den 1920er Jahren von einem Schweizer gebaut und bewohnt worden war.